# Heartstopper (série télévisée)
Pour l’article homonyme, voir Heartstopper.
Heartstopper (litt. « Coup de cœur ») est une série télévisée britannique créée par Alice Oseman et diffusée depuis le 22 avril 2022 sur Netflix.
Il s'agit de l'adaptation du roman graphique britannique Heartstopper d'Alice Oseman, publié en ligne depuis 2016.

## Synopsis
Deux adolescents, Charlie Spring (Joe Locke) et Nick Nelson (Kit Connor), sont élèves de Truham Grammar school. Charlie, introverti et intellectuel rêveur, est ouvertement homosexuel. Nick, lui, est le charmant rugbyman populaire de l'école que tout le monde suppose être hétéro mais qui s'interroge sur son orientation sexuelle au moment où il devient très proche de Charlie,. Les meilleurs amis de Charlie sont Elle Argent, Tao Xu et Isaac Henderson, ainsi que Tara Jones et Darcy Olsson.

## Distribution

### Acteurs principaux
- Kit Connor (VF : Gabriel Bismuth-Bienaimé) : Nicholas « Nick » Nelson, la star de l’équipe de rugby, sort avec Charlie depuis la fin de la saison 1.
- Joe Locke (VF : Tom Trouffier) : Charles « Charlie » Spring, le jeune étudiant ouvertement gay, sort avec Nick Nelson depuis l'épisode 3 de la saison 1
- William Gao (VF : Thomas Sagols) : Tao Xu, le meilleur ami de Charlie et le petit ami de Elle Argent depuis le début de la saison 2.
- Yasmin Finney (VF : Jessica Monceau) : Elle Argent, la meilleure amie de Charlie et Tao, qui est transférée à l'école Higgs Girls school après sa transition de genre. Elle devient tout de suite très proche de Tao Xu (William Gao) au début de la saison 2, ils vont se mettre ensemble dans celle-ci.
- Corinna Brown (en) (VF : Melissa Berad) : Tara Jones, l'amie d'Elle et la petite amie de Darcy Olsson.
- Kizzy Edgell (en) (VF : Laure Filiu) : Darcy Olsson, la petite amie de Tara et amie de Elle.
- Tobie Donovan (en) (VF : Benoît Cauden) : Isaac Henderson, l'ami introverti de Charlie, Tao et Elle.
- Jenny Walser (VF : Elsa Bougerie) : Victoria « Tori » Spring, la grande sœur de Charlie
- Rhea Norwood (en) (VF : Marie Facundo) : Imogen Heaney, l'amie d'enfance de Nick pour qui elle a un crush
- Fisayo Akinade (VF : Baptiste Marc) : M. Ajayi, le professeur d'art qui veille sur Charlie
- Chetna Pandya (en) : la coach Singh
- Leila Khan : Sahar Zahid, étudiante d'Higgs (depuis la saison 2)
- Nima Taleghani : Mr Farouk, professeur de sciences à Truham (depuis la saison 2)

#### Anciens acteurs principaux
- Sebastian Croft (VF : Andrea Santamaria) : Benjamin « Ben » Hope, le premier petit copain de Charlie (saisons 1 et 2)[4]
- Olivia Colman (VF : Anne Dolan) : Sarah Nelson, la mère de Nick et de David (saisons 1 et 2)[5]
- Cormac Hyde-Corrin (VF : Oscar Douieb) : Harry Greene, le tyran, ami et leader du groupe d'amis de Nick (saisons 1 et 2, invité saison 3)
- Jack Barton (VF : Adrien Larmande) : David Nelson, le frère aîné de Nick Nelson (saison 2, invité saison 3)

### Acteurs secondaires
- Stephen Fry (VF : Mathieu Buscatto) : la voix du directeur Barnes
- Araloyin Oshunremi (VF : Florent Pochet) : Otis Smith
- Evan Ovenell (VF : Baptiste Mège) : Christian McBride
- Ashwin Viswanath (VF : Rémi Gutton) : Sai Verma
- Georgina Rich (en) : Jane Spring, la mère de Charlie et Tori
- Joseph Balderrama : Julio Spring, le père de Charlie et Tori
- Alan Turkington (VF : Christian Gonon) : M. Lange
- Momo Yeung (en) (VF : Elisa Bourreau) : Yan Xu, la mère de Tao
- Bradley Riches : James McEwan, étudiant de Truham, ami de Isaac (depuis la saison 2, récurrent saison 3, invité saison 1)
- Bel Priestley : Naomi, nouvelle amie d'Elle (depuis la saison 2)
- Ash Self (VF : Adeline Clément) : Felix, nouvel ami d'Elle (depuis la saison 2)
- Thibault de Montalembert (VF : lui-même) : Stéphane Fournier, le père français de David et de Nick, qui vit à Paris (saison 2)
- Rachael Stirling (VF : Myrtille Bakouche) : Amanda Olsson, mère abusive de Darcy (saison 2)
- Hayley Atwell (VF : Barbara Beretta) : Diane, tante de Nick et David (saison 3)
- Eddie Marsan : Geoff, thérapeute de Charlie (saison 3)
- Annette Badland : Ivy Olsson, grand-mère de Darcy (saison 3)
- Darragh Hand : Michael Holde, ami de Tori (saison 3)
- Jonathan Bailey (VF : Anatole de Bodinat) : Jack Maddox (saison 3)

Version française
Studio de doublage : Éclair V&A
Direction artistique : Claire Baradat
Adaptation : Claire Impens
 Source et légende : version française (VF) sur RS Doublage

## Production

### Développement
En juillet 2019, See-Saw Films obtient le droit d'adaptation du roman graphique Heartstopper d'Alice Oseman, qui a connu le succès : la bande dessinée « était suivie par énormément de jeunes adultes aux États-Unis, mais assez peu en France », explique Michael Mathieu, libraire à la Librairie de Paris. Avant cela, Heartstopper a été lancé sur l'application Tapas, où sont publiées beaucoup de bandes dessinées, cela lui a également assuré le succès malgré la mise en ligne de 4 à 5 planches par mois.
Le 20 janvier 2021, on apprend que Netflix a donné carte blanche à la première saison de la série en huit épisodes d'environ 30 minutes, avec Alice Oseman elle-même en tant que scénariste et Euros Lyn en réalisateur et producteur.
Le 20 mai 2022, Netflix informe que la série est renouvelée pour deux nouvelles saisons.
Le 3 août 2023, Netflix met à disposition la deuxième saison comprenant huit épisodes.
Le 3 octobre 2024, la troisième saison est mise en ligne sur la plateforme Netflix.

### Attribution des rôles
En avril 2021, parmi 10 000 personnes qui ont auditionné d'après certaines informations, elle annonce le premier tour du casting, avec Kit Connor et Joe Locke engagés pour les rôles de Nick et Charlie. Quelques jours plus tard, on annonce que Yasmin Finney, Sebastian Croft, William Gao, Corinna Brown, Kizzy Edgell, Cormac Hyde-Corrin, Rhea Norwood et Tobie Donovan sont également choisis. En mai, Jenny Walser se joint à l'équipe.
Le 22 avril 2022, alors que la série est rendue disponible sur la plateforme, on y découvre la présence inattendue d'Olivia Colman dans le rôle de Sarah Nelson, la mère compréhensive de Nick.

### Tournage
Le tournage a lieu, entre avril et juin 2021, à Burnham, dans le comté de Buckinghamshire, en Angleterre, dont l'E-ACT Burnham Park Academy (en) sert comme décors pour la série. Quant à la salle de quilles, la production a utilisé le Hollywood Bowl Group (en) à High Wycombe, à l'ouest de Londres, et la gare ferroviaire, où les deux amoureux attendent le train pour joindre la plage au dernier épisode, se trouve à la gare de North Weald (en).
Le tournage de la deuxième saison a commencé en septembre 2022 au Studio Twickenham à Londres et s'est terminée en décembre 2022.
Le tournage de la troisième saison a commencé en octobre 2023 et s'est conclu le 15 décembre 2023.

### Musique
La musique de la série télévisée est composée par Adiescar Chase (en).
La bande originale de la première saison est sortie en même temps que la diffusion de la série, le 22 avril 2022. La bande originale de la deuxième saison est sortie le 28 juillet 2023 :

#### Saison 1
Liste de pistes
1. First Sight (1:09)
2. Déjà Vu (0:57)
3. X (0:44)
4. Head In The Clouds (1:00)
5. On The Move (1:02)
6. Angst (1:25)
7. Off To Nick's (0:41)
8. Just Friends (1:26)
9. Milkshakes (1:24)
10. Falling Leaves (1:03)
11. Electricity (1:03)
12. The Lads (1:10)
13. Misconceptions (1:12)
14. Kiss (2:05)
15. Possibilities (2:04)
16. Clash (1:07)
17. Rugby Match (3:24)
18. Wanna Go Out Sometime (0:55)
19. Happy Complications (0:50)
20. New Best Friend (0:44)
21. Embrace (1:02)
22. Exploration (1:56)
23. Sports Day (0:48)
24. Heartstopper (2:32)
25. Encore (0:57)

On remarque également, dans chaque épisode, l'utilisation fréquente des musiques de Wolf Alice, Girl in Red, Beabadoobee, Baby Queen, ainsi que d'autres titres de différents artistes :

#### Saison 2
Liste de pistes
1. Boyfriend (1:22)
2. Back to School (1:10)
3. Rugby Fail (1:06)
4. T + E (2:29)
5. Exam (0:59)
6. David (1:04)
7. Star-Crossed Lovers (1:44)
8. School Trip (1:43)
9. Panic (0:37)
10. All That Mattered (1:45)
11. Slumber (0:51)
12. You Taste Like Toothpaste (1:28)
13. Pair Up (2:24)
14. Best Friends (1:15)
15. What's Wrong (0:51)
16. Mon Amour (0:46)
17. He Doesn't Know Me (1:24)
18. I'm Bi Actually (1:30)
19. Out (0:52)
20. Misperceptions (1:48)
21. Sorry (0:55)
22. Prom (1:06)
23. Telling People (1:43)
24. ❤️ (0:52)

### Fiche technique
Sauf indication contraire, les informations mentionnées dans cette section peuvent être confirmées par la base de données cinématographiques IMDb,  présente dans la section « Liens externes ».
- Titre original : Heartstopper
- Création : Alice Oseman
- Réalisation : Euros Lyn
- Scénario : Alice Oseman, d'après son roman graphique britannique éponyme
- Musique : Adiescar Chase
- Décors : Tim Dickel
- Costumes : Adam Dee
- Photographie : Diana Olifirova
- Montage : Sofie Alonzi
- Casting : Daniel Edwards
- Production : Zorana Piggott
- Production déléguée : Iain Canning, Hakan Kousetta, Jamie Laurenson, Euros Lyn, Emile Sherman et Patrick Walters
- Société de production : See-Saw Films
- Société de distribution : Netflix
- Pays de production :  Royaume-Uni
- Langue originale : anglais
- Format : couleur
- Genre : drame romantique
- Nombre de saisons : 3
- Nombre d'épisodes : 24
- Durée : 26-40 minutes
- Date de première diffusion : Monde : 22 avril 2022 sur Netflix

## Épisodes

### Première saison (2022)
La saison est mise en ligne le 22 avril 2022, contenant huit épisodes :
1. Rencontre (Meet)
2. Béguin (Crush)
3. Baiser (Kiss)
4. Secret (Secret)
5. Amitié (Friend)
6. Filles (Girls)
7. Harcèlement (Bully)
8. Petit ami (Boyfriend)

### Deuxième saison (2023)
Le 20 mai 2022, une deuxième saison a été annoncée par Netflix. La date de diffusion est annoncée pour le 3 août 2023.
1. Coming out (Out)
2. Famille (Family)
3. Promesse (Promise)
4. Défi (Challenge)
5. Chaleur (Heat)
6. Action / Vérité (Truth / Dare)
7. Pardon (Sorry)
8. Parfait (Perfect)

### Troisième saison (2024)
Le 20 mai 2022, une troisième saison a été annoncée par Netflix à la sortie de la première saison et sera mise en ligne le 3 octobre 2024.
1. Amour (Love)[26]
2. Foyer (Home)
3. Parole (Talk)
4. Parcours (Journey)
5. Hiver (Winter)
6. Corps (Body)
7. Ensemble (Together)
8. Sans l'autre (Apart)[27]

### Heartstopper Forever, le film
Le 22 avril 2025 un long métrage est annoncé pour conclure la série à la place d'une quatrième saison. Il sera écrit par son autrice Alice Oseman, réalisé par Wash Westmoreland, et, Joe Locke et Kit Connor en tant que producteurs. Le film nommé Heartstopper Forever est prévue pour 2026. Ce film adaptera le sixième et dernier roman graphique et la nouvelle Nick and Charlie,.

## Accueil

### Post-production
Les premières images ont été diffusées le 1er mars 2022, ainsi que la bande-annonce le 16 mars.

### Critiques
Présentant une vision positive de l'amour adolescent LGBT+, la série est largement saluée par la critique, obtenant 100 % d'avis favorables sur le site Rotten Tomatoes. Tamar Westphal de Slate note l'accent mis sur les aspects romantiques des relations adolescentes, sans référence à la sexualité. Pierre Langlais de Télérama estime que la série est « un divertissement pop, classique mais rafraîchissant, qui doit beaucoup à l’énergie de ses jeunes acteurs ».

## Distinctions
| Année | Prix                                  | Catégorie                                                                         | Nomination                                          | Résultat   |
| ----- | ------------------------------------- | --------------------------------------------------------------------------------- | --------------------------------------------------- | ---------- |
| 2022  | 27e National Television Awards        | Nouvelle série                                                                    | Heartstopper                                        | Nomination |
| 2022  | 27e National Television Awards        | Étoile montante                                                                   | Kit Connor                                          | Nomination |
| 2022  | 27e National Television Awards        | Étoile montante                                                                   | Joe Locke                                           | Nomination |
| 2022  | 30e MTV Movie & TV Awards             | Meilleur moment musical                                                           | Dance with Me - Beabadoobee                         | Lauréat    |
| 2022  | 1er Children's and Family Emmy Awards | Meilleur programme pour adolescents                                               | Heartstopper                                        | Lauréat    |
| 2022  | 1er Children's and Family Emmy Awards | Meilleur scénario pour un programme pour adolescents                              | Alice Oseman                                        | Lauréat    |
| 2022  | 1er Children's and Family Emmy Awards | Meilleur acteur d'un rôle principal dans un programme pour enfants ou adolescents | Kit Connor                                          | Lauréat    |
| 2022  | 1er Children's and Family Emmy Awards | Meilleur acteur d'un rôle principal dans un programme pour enfants ou adolescents | Joe Locke                                           | Nomination |
| 2022  | 1er Children's and Family Emmy Awards | Meilleur rôle secondaire dans un programme pour enfants ou adolescents            | Yasmin Finney                                       | Nomination |
| 2022  | 1er Children's and Family Emmy Awards | Meilleur rôle secondaire dans un programme pour enfants ou adolescents            | William Gao                                         | Nomination |
| 2022  | 1er Children's and Family Emmy Awards | Meilleur rôle en caméo dans un programme pour enfants ou adolescents              | Olivia Colman                                       | Lauréat    |
| 2022  | 1er Children's and Family Emmy Awards | Meilleure distribution pour un programme en prises de vue réelles                 | Daniel Edwards                                      | Lauréat    |
| 2022  | 1er Children's and Family Emmy Awards | Meilleur maquillage et meilleure coiffure                                         | Diandra Ferreira, Sorcha Fisher and Melanie Lindsay | Nomination |